# Angraecopsis hallei
Angraecopsis hallei är en orkidéart som beskrevs av Dariusz Lucjan Szlachetko och Tomasz Sebastian Olszewski. Angraecopsis hallei ingår i släktet Angraecopsis och familjen orkidéer.
Artens utbredningsområde är Gabon. Inga underarter finns listade i Catalogue of Life.